# Phrixothrix impressus
Phrixothrix impressus är en skalbaggsart som beskrevs av Maurice Pic 1929. Phrixothrix impressus ingår i släktet Phrixothrix och familjen Phengodidae. Inga underarter finns listade i Catalogue of Life.